# Мария Швабская
Мария Швабская (нем. Maria von Schwaben) или Мария фон Гогенштауфен (нем. Maria von Staufen); 3 апреля 1201 — 29 марта 1235) — член могущественного дома Гогенштауфенов. Дочь Филиппа Швабского и Ирины Ангелины Византийской.

## Биография
В 1208 году в возрасте семи лет Мария неожиданно осиротела, когда её отец был убит, а спустя два месяца мать умерла в родах.
До 22 августа 1215 года Мария Швабская вышла замуж за Генриха, наследника герцогства Брабанта. Их детьми были:
- Матильда Брабантская (14 июня 1224 — 29 сентября 1288), первый муж — Роберт I д’Артуа[3], второй муж — Ги II де Шатильон-Сен-Поль. Было двое детей от первого брака и шестеро от второго.
- Беатриса Брабантская (1225 — 11 ноября 1288), первый муж — Генрих IV Распе, второй муж — Гильом II, граф Фландрии[3]. Умерла бездетной.
- Мария Брабантская (ок. 1226 — 18 января 1256), муж — Людвиг II Строгий. Обезглавлена мужем по подозрению в измене.
- Маргарита Брабантская (умерла 14 марта 1277), аббатиса Хертогенталя.
- Генрих III (ок. 1230 — 28 февраля 1261), герцог Брабанта; был женат на Аделаиде Бургундской, от которой имел четверых детей.
- Филипп, умер в младенчестве[3].

Мария умерла 29 марта 1235 года, не дожив пять дней до своего 34-го дня рождения. Меньше чем через полгода её муж Генрих унаследовал Брабант и стал герцогом. В 1241 году Генрих женился вторично на Софии Брабантской, от которой у него было двое детей. София единственная из его жён, которая носила титул герцогини Брабантской.